# Nils Lofgren
Nils Lofgren, född 21 juni 1951 i Chicago, Illinois, är en amerikansk rockmusiker, artist, låtskrivare och multiinstrumentalist. Vid sidan av sin karriär som soloartist är han sedan 1984 medlem av Bruce Springsteens kompband E Street Band. Han har tidigare varit med i bandet Crazy Horse, samt var grundare och frontman för bandet Grin. Som medlem i E Street Band blev Lofgren år 2014 invald i Rock and Roll Hall of Fame.

## Biografi
Lofgren föddes år 1951 i Chicago. Hans far var svensk och hans mor italiensk. När Lofgren var liten flyttade familjen till Bethesda i Maryland, nära Washington, D.C. Lofgrens första instrument var klassiskt dragspel, som han började spela vid fem års ålder och sedan aktivt studerade i tio år. Efter att ha studerat klassisk musik och jazz hela sin ungdomstid, fastnade Lofgren för rockmusik och fokuserade istället på piano och gitarr. År 1968 grundade Lofgren bandet Grin tillsammans med basisten George Daly (senare ersatt av Bob Gordon) och trumslagaren Bob Berberich, vilka tidigare hade spelat i bandet The Hangmen från District of Columbia. Grin spelade på arenor i Washington D.C.-området. I high school var Lofgren tävlingsgymnast, och denna färdighet använde han sig av senare i sin karriär. Under tiden med Grin träffade Lofgren Neil Young och spelade för honom. Young bjöd in Lofgren till Kalifornien och Grin (Lofgren, Daly och Berberich) åkte västerut och bodde i några månaders tid i det hus som Neil Young hyrde i Laurel Canyon.
Vid sjutton års ålder blev Lofgren medlem av Neil Youngs band, och spelade piano och gitarr på albumet After the Gold Rush. När bandet inte var i studion och spelade in, övade Lofgren piano i princip dygnet runt. Lofgren upprätthöll en nära musikalisk relation med Young, och uppträdde bl.a. på albumet Tonight's the Night och turnén med samma namn.  Under en kort tid var han även medlem av bandet Crazy Horse och medverkade på deras LP Crazy Horse från år 1971. Lofgren har även bidragit med sånger till bandet.

### Grin
Tack vare anseendet Lofgren fått i samband med Neil Youngs album, lyckades Grin få ett skivkontrakt år 1971. Ursprungligen startade Lofgren bandet tillsammans med basisten George Daly och trumslagaren Bob Berberich, och innan de åkte till Kalifornien hade de spelat på arenor i Washington D.C. -området. Daly lämnade bandet tidigt för att arbeta som verkställande A&R på Columbia Records, och ersattes av basisten Bob Gordon. Mellan år 1971 och 1974 släppte bandet fyra kritikerrosade album med hårdrock, på vilka gitarren var Lofgrens främsta instrument. Singeln "White Lies" spelades ofta på radio i Washington D.C.-området. Lofgren skrev majoriteten av bandets sånger, medan sånginsatsen delades med de andra bandmedlemmarna (främst trumslagaren Bob Berberich). Efter det andra albumet tog Nils in sin bror Tom Lofgren som kompgitarrist. Grin slog aldrig igenom ordentligt och blev därför av med sitt skivbolagskontrakt. Grin upplöstes år 1974.

### Solokarriär
Lofgrens självbetitlade debutalbum som soloartist blev en kritikersuccé. En recension i Rolling Stone år 1975, skriven av Jon Landau, kallade det för ett av årets bästa rockalbum, och NME placerade det på plats fem på sin lista över årets album. De följande albumen föll inte alltid kritikerna i smaken, även om Cry Tough kom på tionde plats i NME:s sammanställning över album som utkommit under 1976. Speciellt I Came To Dance fick en svidande recension i New Rolling Stone Record Guide. I mitten av 1970-talet fick Lofgren hits i progressiv rock radio med låtarna "Back It Up", "Keith Don't Go" och "I Came To Dance". Låten "Bullets Fever", som handlar om 1978 års championlag i NBA, Washington Bullets, blev en favorit i Washingtonområdet. Under hela 1970-talet släppte Lofgren soloalbum och gjorde omfattande turnéer tillsammans med ett kompband som ofta inkluderade brodern Tom på kompgitarr. Lofgren hade rykte om sig att vara akrobat, vilket också syntes på hans konserter: till exempel spelade han gitarr medan han gjorde volter på en trampolin.
Lofgren spelar in och turnerar fortsättningsvis som soloartist. Han har även samarbetat med Patti Scialfa och med Neil Young, och två gånger har han medverkat i Ringo Starrs All-Starr Band. Många av de personer han arbetat med under dessa turnéer medverkade på hans album från 1991, Silver Lining. Nils medverkar också på två av Lou Gramms soloalbum. På Ready or Not som utkom 1987 är Nils antecknad som ledgitarrist och på Long Hard Look från 1989 listas han som en av gitarristerna.
År 2000 fick han sin egen dag, "Nils Lofgren Day", i Montgomery County i Maryland. Nils Lofgren-dagen firas den 25 augusti. År 2006 släppte Lofgren albumet Sacred Weapon, som innehåller gästspel av David Crosby, Graham Nash, Willie Nelson och Martin Sexton. Samma år spelade han in en live-DVD, Nils Lofgren & Friends: Acoustic Live.
Den 23 juni 2006 uppträdde Lofgren på en välgörenhetskonsert för Arthur Lee på Beacon Theater i New York, tillsammans med Robert Plant, Ian Hunter, Yo La Tengo och Garland Jeffreys. År 2007 spelade Lofgren gitarr i Jerry Lee Lewis kompband under inspelningen av Lewis konsert-DVD Last Man Standing Live. År 2008 släppte han The Loner – Nils Sings Neil, ett album bestående av akustiska covers av Neil Youngs låtar.
I september 2008 blev Lofgren tvungen att låta operera båda sina höfter, ett resultat av åratal av basketspelande, volter på scenen, samt ålder.
I augusti 2014 släppte Lofgren boxen Face the Music på skivbolaget Fantasy. Boxen är tillbakablick över hela hans 45 år långa karriär, och innehåller nio CD-skivor och en DVD-skiva.
År 1986 var Nils Lofgren ett av de största namnen på den första Hultsfredsfestivalen.

#### Tv-framträdanden och arbete för television
År 1971 uppträdde Lofgren tillsammans med Bill Graham i programmet Roy Buchanan Special på PBS TV. År 1973 uppträdde han med Grin i programmet Midnight Special på NBC och spelade tre sånger live. Lofgren skrev och spelade in "Nobody Bothers Me" år 1978, signaturmelodi till en reklam för Jhoon Rhee Tae Kwon Do i District of Columbia.
Lofgren figurerade även i filmen Sgt. Pepper's Lonely Hearts Club Band, som fick ett svalt mottagande. År 1985 uppträdde Lofgren i Late Night with David Letterman för att marknadsföra sitt soloalbum Flip. År 1987 bidrog han till arrangemanget av signaturmelodin till tv-serien Hunter, och år 1993 bidrog han med två julsånger till Bart i The Simpsons. År 1995 uppträdde han tillsammans med Dr. John på PBS hyllning till The Beatles.
Mellan 1991 och 1995 fungerade Lofgren som musikalisk ledare och kompositör hos CableAce Awards.

### The E Street Band
År 1984 anslöt Lofgren sig till Bruce Springsteen och The E Street Band, som ersättare för Steven Van Zandt på gitarr och sång. Detta var strax före Springsteens omfattande turné Born in the U.S.A Tour. E Street Band turnerade åter med Springsteen under 1988 med turnéerna Tunnel of Love Express och Human Rights Now! År 1989 splittrade Springsteen The E Street Band, men både Lofgren och Van Zandt återvände när Springsteen år 1999 återuppväckte bandet inför turnén Reunion Tour. Efter det har världsturnéerna följt på varandra: The Rising Tour under 2002 och 2003, Magic Tour 2007 och 2008, samt under de senaste åren Wrecking Ball Tour år 2012-2013 och High Hopes Tour under 2014.
Turnéer med Bruce Springsteen & The E Street Band:
- Born in the U.S.A Tour, 1984–1985
- Tunnel of Love Express Tour, 1988

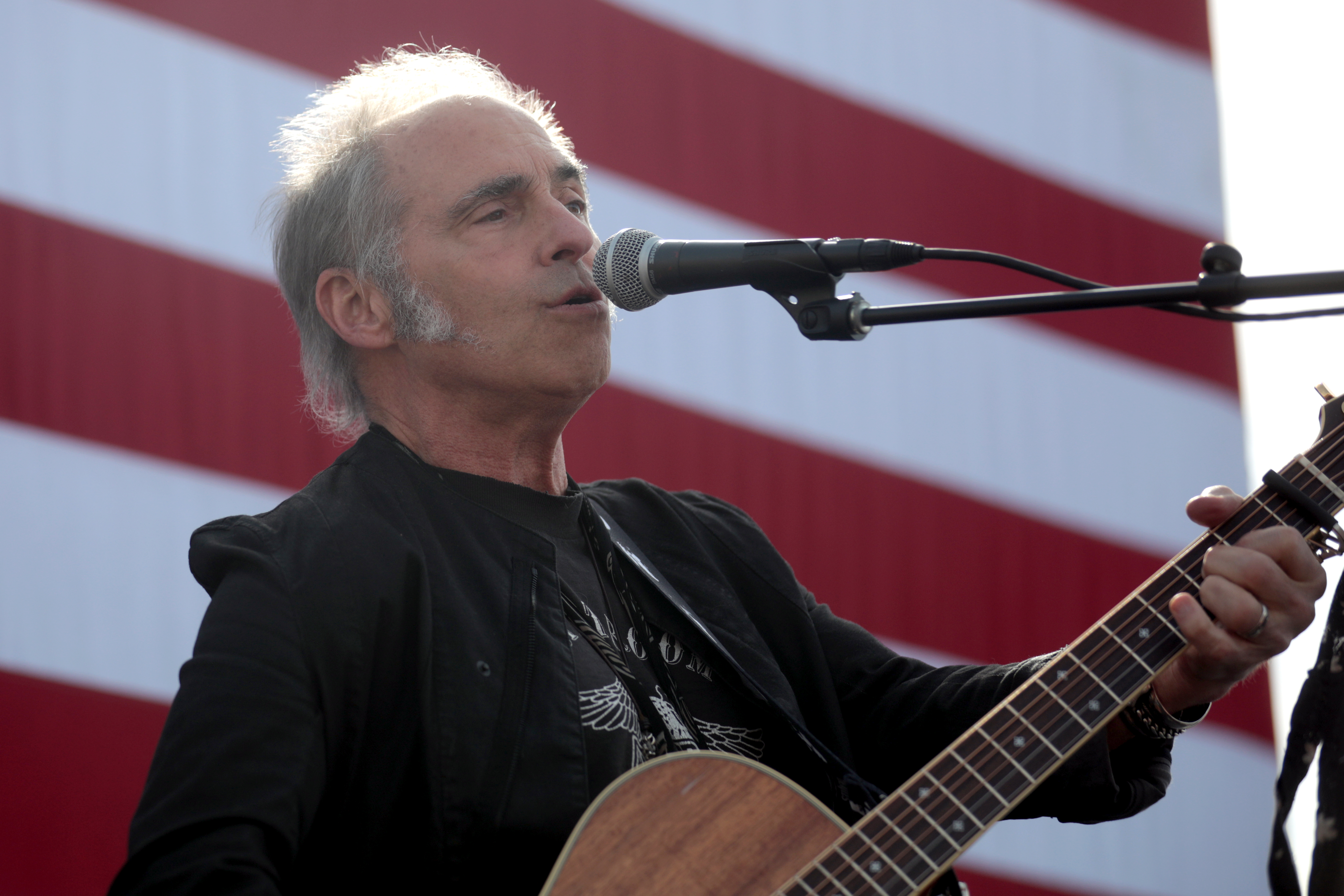
Nils Lofgren 2019.

- Human Rights Now! Amnesty International Tour, 1988
- Reunion Tour, 1999–2000
- The Rising Tour, 2002–2003
- Vote for Change Tour, 2004
- Magic Tour, 2007–2008
- Working On A Dream Tour, 2009
- Wrecking Ball Tour, 2012–2013
- High Hopes Tour, 2014
- The River Tour, 2016
- 2023 Tour

## Diskografi

### Soloalbum
- 1975 – Nils Lofgren
- 1976 – Cry Tough
- 1977 – I Came to Dance
- 1977 – Night After Night
- 1979 – Nils
- 1981 – Night Fades Away
- 1982 – A Rhythm Romance
- 1983 – Wonderland
- 1985 – Flip
- 1985 – The Best of Nils Lofgren
- 1986 – Code of the Road
- 1987 – Classics, Vol. 13
- 1991 – Silver Lining
- 1992 – Drunken Driver
- 1992 – Crooked Line
- 1995 – Old Grey Whistle Test Series
- 1995 – Live on the Test
- 1995 – Damaged Goods
- 1995 – Everybreath
- 1996 – Steal Your Heart
- 1997 – Acoustic Live
- 1998 – New Lives
- 1999 – Ultimate Collection
- 2002 – Breakaway Angel
- 2003 – Live
- 2006 – Sacred Weapon
- 2008 – The Loner: Nils Sings Neil
- 2011 – Old School
- 2014 – Face The Music
- 2015 – UK 2015 Face the Music Tour
- 2019 – Blue With Lou

### Med Grin
- 1971 – Grin
- 1972 – 1+1
- 1973 – All Out
- 1973 – Gone Crazy

### Med Crazy Horse
- 1971 – Crazy Horse
- 2019 – Colorado

### Med Neil Young
- 1970 – After the Gold Rush
- 1975 – Tonight's the Night
- 1982 – Trans
- 1983 – Neil Young in Berlin
- 1993 – Unplugged (livealbum)
- 2018 – Roxy: Tonight's the Night Live (inspelat 1973)

### Med Lou Reed
- 1979 – The Bells (som låtskrivare)

### Med Lou Gramm
- 1987 – Ready or Not

### Med Bruce Springsteen
- 1986 – Live 1975–85
- 1987 – Tunnel of Love
- 1988 – Chimes of Freedom (EP)
- 1995 – Greatest Hits (samlingsalbum)
- 2001 – Live in New York City, Bruce Springsteen & The E Street Band (live)
- 2002 – The Rising
- 2007 – Magic
- 2009 – Working on a Dream
- 2012 – Wrecking Ball
- 2014 – High Hopes
- 2020 – Letter to You